# 3voor12Radio
3voor12Radio is een radioprogramma van de Nederlandse omroep VPRO op de popzender NPO 3FM. Het is onderdeel van het multimediale platform 3voor12.

## Ontstaan
Voorheen heette het programma 3VOOR12FM en werd het gepresenteerd door Dennis Weening. In het kader van de programmeringswijziging veranderde het programma ook enigszins van inhoud, met meer interactie met de luisteraar, met aansluiting bij de dagprogrammering van 3FM, maar nog steeds met veel alternatieve, nieuwe, oude en live pop- en rockmuziek.
3voor12Radio wordt vanaf 1 juni 2015 maandag- tot en met donderdagavond van 21.00 tot 00.00 uur uitgezonden. Hiervoor was de tijd van 22.00 tot 01.00 uur. Het programma werd aanvankelijk gepresenteerd door Eric Corton. Voorheen op donderdag was er 3VOOR12RADIO Live, uitgezonden vanuit Desmet Studio's Amsterdam, waarin er drie livebandjes optraden, voordien Club 3VOOR12 en daarvoor Club Lek (dat toen gepresenteerd werd door Jaap Boots). Op donderdag is er veel ruimte voor opnames van livemuziek. Op maandag tot en met donderdag was Sharid Uppelschoten in de uitzending aanwezig, met wie de actualiteit van de dag wordt doorgenomen aan de hand van een nieuwsstelling en -discussie met de luisteraars, onder de noemer Waan van de Nacht. Uppelschoten stopte op 2 februari 2011 met De Waan; sindsdien wordt dit programmaonderdeel door de dj zelf gedaan.
Op 26 mei 2011 stopte Corton met 3voor12Radio omdat hij meer tijd voor zijn gezin wilde hebben. De laatste uitzending vond plaats in Desmet in Amsterdam, met veel collega-dj's en de bands Kensington, Drive Like Maria en Baskerville. Roosmarijn Reijmer nam het stokje van hem over en presenteerde het programma sinds 1 september 2011. Paul Rabbering en Michiel Veenstra waren de vaste vervangers van Roosmarijn.
Op 16 oktober 2017 maakte Reijmer bekend dat ze per 8 december 2017 stopt bij NPO 3FM. Ze wordt tijdelijk vervangen door Michiel Veenstra en Wijnand Speelman. Later verving ook Jorien Renkema regelmatig. Vanaf 3 september 2018 was Eva Koreman de nieuwe vaste presentatrice van het programma.
Vanaf 1 april 2020 is Sagid Carter de nieuwe presentatrice van 3voor12Radio, nadat bekend werd gemaakt dat Eva Koreman samen met Frank van der Lende de middagshow op NPO 3FM gaat verzorgen.
Na het vertrek van Carter per september 2022 is Koreman opnieuw de vaste presentator van 3voor12 Radio. Het radioprogramma zou per 2023 verdwijnen, maar is uiteindelijk alsnog opgenomen in de programmering, wekelijks op vrijdagavond, omdat VoorAan (gepresenteerd door Olivier Bakker en Jamie Reuter) op de plek van 3voor12 zou komen. Vanaf 2025 keerde 3voor12Radio terug op maandag tot en met donderdag van 22:00 uur tot 01:00 uur, gepresenteerd door Eva Cleven (maandag en dinsdag) en Jasper Leijdens (woensdag en donderdag).

## 3voor12 Whitenoise
Een ander 3FM-programma van de VPRO was het danceprogramma 3VOOR12 Whitenoise, in het weekeinde van middernacht tot 02.00 uur en gepresenteerd door de Britse techno-dj Dave Clarke, waarin hij nieuwe elektronische dansmuziek, maar soms ook punk/rock aan elkaar mixte. Het programma stopte in februari 2012.

## Vaste programmaonderdelen
Enkele terugkerende onderdelen zijn of waren:
- Het Geluid Van. Wekelijkse serie gebaseerd op maatschappelijke en politieke actualiteit, waarbij iemand uit het nieuws zijn of haar plaat bij het nieuws geeft.
- 3voor12 Was Erbij. Concertverslag van die avond met bijbehorende verzoeknummer, gedaan door luisteraars.
- De 3na12 Drie verzoeknummers op een rij in de opening van het derde uur, om 3 na 12.
- Happy Ending Waarbij het einde van een plaat geraden moet worden.
- 312 Essentials van 3voor12 Lijst met 312 tracks die belangrijk zijn geweest voor de popmuziek. Iedere dag een toevoeging.
- Niet te Missen uur. Muziek die niet te missen is. Elke maandag tussen 23:00 en 00:00.
- De je-weet-nooit-wat-je-krijgt-request.